# Thinking Machines

Werbeplakat für die CM‑5 der TMC.

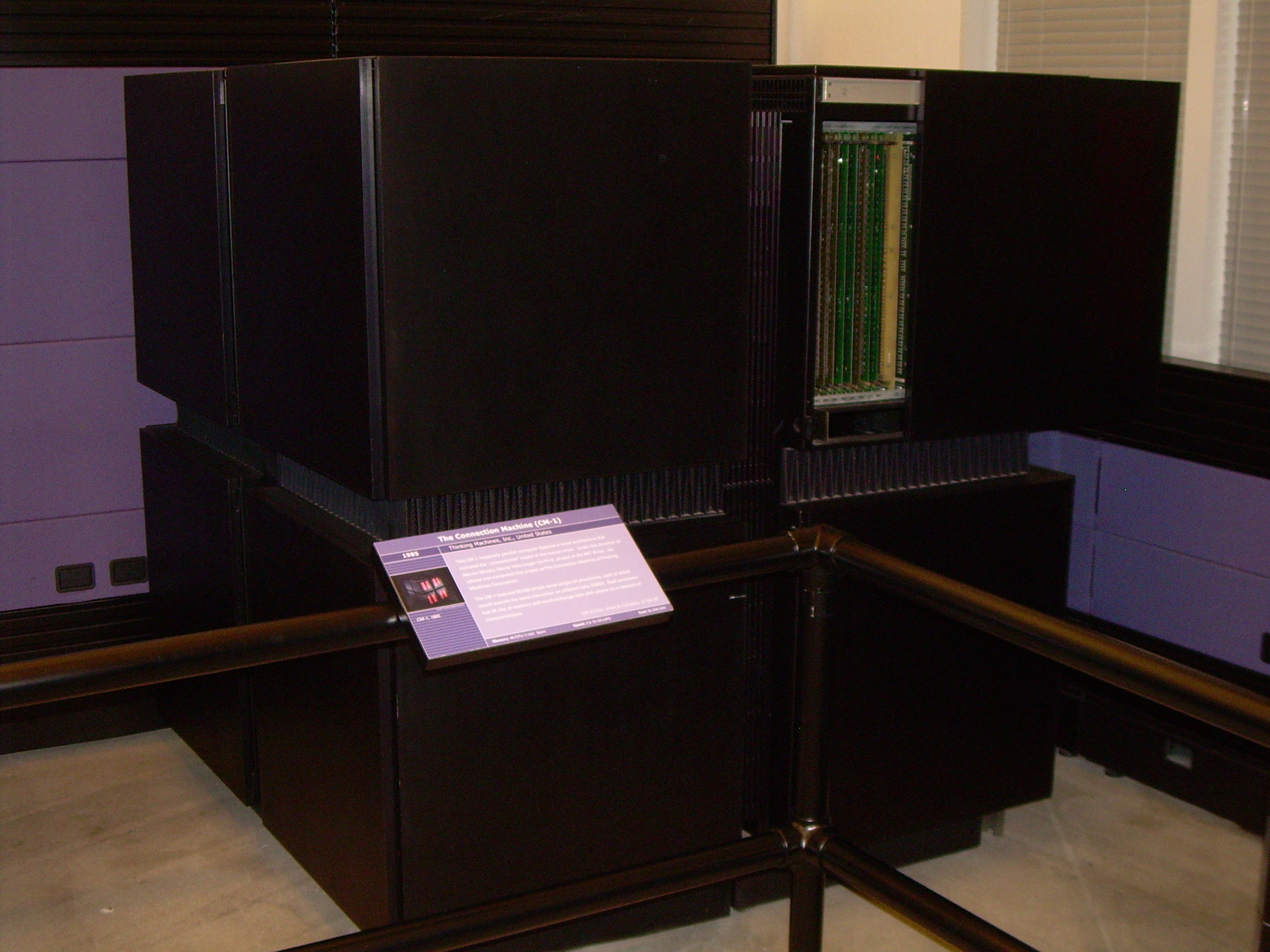
Die CM‑1 war die erste Connection Machine von TMC (1985)

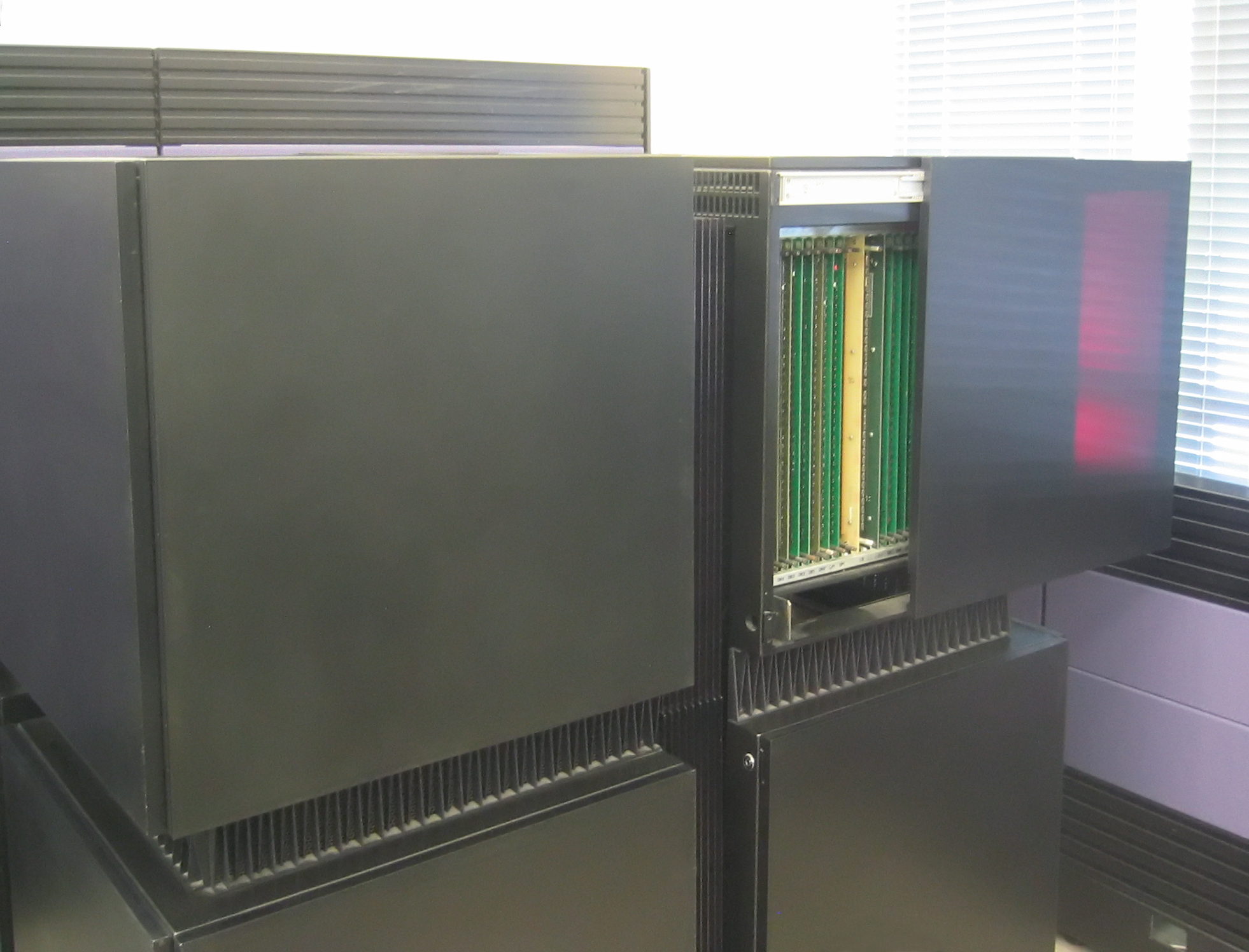
Nachfolgerin der CM‑1 war 1986 die CM‑2.

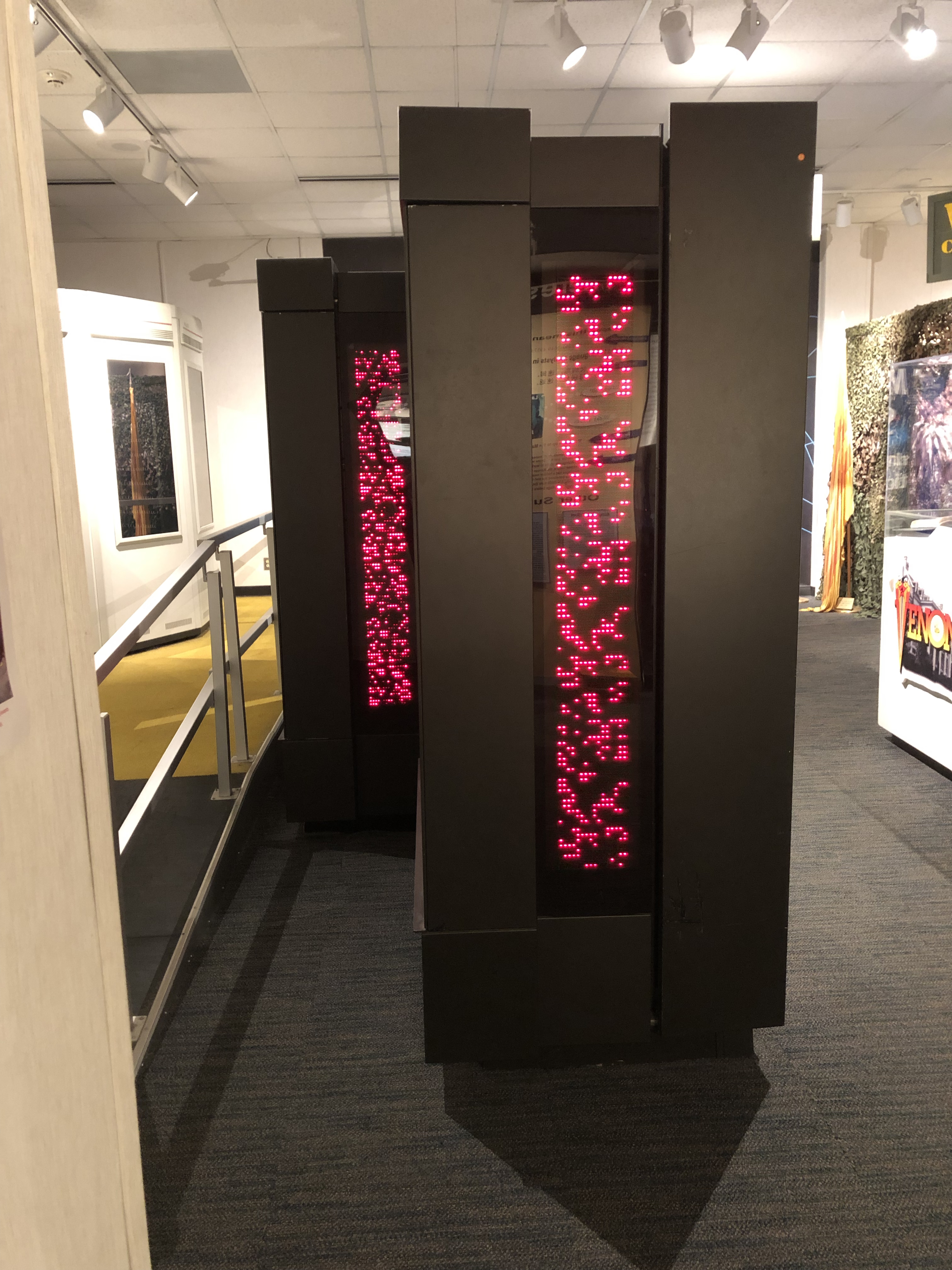
Die CM‑5 ist heute im National Cryptologic Museum ausgestellt.

Thinking Machines Corporation (TMC) war ein US-amerikanischer Hersteller von parallelrechnenden Supercomputern mit Sitz zunächst in Waltham (Massachusetts) und ab 1984 in Cambridge (Massachusetts). Anfang der 1990er-Jahre war TMC mit einem Umsatz von etwa 65 Millionen US-Dollar Marktführer auf diesem Gebiet.

## Geschichte
Noch bis in die 1980er-Jahre wurden Computer so konstruiert, wie es bereits zu Zeiten des Electronic Numerical Integrator and Computer (ENIAC) in den 1940er-Jahren üblich war. Ein einzelner Prozessor, genannt die CPU für Central Processing Unit („Zentrale Verarbeitungseinheit“), führte einen Befehl nach dem anderen aus. Zwar hatte sich die Verarbeitungsgeschwindigkeit in den Jahrzehnten zwischen 1940 und 1980 dramatisch gesteigert, aber die Systemarchitektur war kaum verändert worden: Die Bearbeitung geschah nach wie vor sequenziell.
Bei bestimmten Aufgaben, wie beispielsweise der Mustersuche, insbesondere der Mustersuche in der Kryptologie oder in der Bildverarbeitung, wäre jedoch eine parallele Verarbeitung deutlich vorteilhafter. Auch das menschliche Gehirn verarbeitet Sinneseindrücke parallel und heutige Grafikprozessoren (GPUs) in modernen Grafikkarten arbeiten ebenso nach diesem Prinzip. Das Konzept des Parallelrechners, obwohl theoretisch schon länger bekannt, wurde jedoch vor den 1980er-Jahren kaum umgesetzt.
William Daniel Hillis (* 1956), genannt Danny, hatte als Doktorand am Laboratorium für Künstliche Intelligenz (AI), dem Artificial Intelligence Laboratory (AI Lab), des Massachusetts Institute of Technology (MIT) eine Computerarchitektur konzipiert, die diesen massiv parallelen Prozess in Silizium-Halbleitertechnik nachbildete. Er nannte seine Entwicklung eine Connection Machine („Verbindungsmaschine“). Sie bestand aus relativ einfachen Prozessoren, verfügte jedoch über die seinerzeit ungeheuerliche Anzahl von 64.000 Stück davon, die alle gleichzeitig einen Befehl ausführen konnten. Seine These war: Um die Rechengeschwindigkeit noch weiter zu steigern, könnte man weitere Prozessoren hinzufügen, vielleicht Milliarden.
Er beschloss, seine Vision zu realisieren, und gründete zusammen mit Sheryl Handler (* 1955) im Mai 1983 in einem baufälligen Herrenhaus außerhalb von Boston die TMC. Kurze Zeit später, im Jahr 1984, wurde die Defense Advanced Research Projects Agency (DARPA) auf das junge Unternehmen aufmerksam, eine Behörde des amerikanischen Verteidigungsministeriums, die Forschungsprojekte für die Streitkräfte der Vereinigten Staaten durchführt. Gesucht waren Computerarchitekturen, die es Panzern, Raketen und anderen Waffensystemen ermöglichten, feindliche Ziele zu erkennen sowie von Menschen gesprochene Befehle zu verstehen. Hillis bot TMC dafür an und erhielt einen mehrjährigen Vertrag mit einem Budget von 4,5 Millionen US-Dollar.
Die Firma zog nach Cambridge (Massachusetts) in ein Gebäude nahe dem MIT um und stellte massiv Personal ein. In dieser Zeit wurde sie auch durch Persönlichkeiten wie Brewster Kahle und Richard Feynman, Nobelpreisträger für Physik, als technische Berater unterstützt. Im Mai 1985 konnte das erste Erzeugnis vorgestellt werden, die CM‑1. Diese erste Connection Machine war ein Traum für jeden AI-Forscher, jedoch für die meisten AI-Labors bei einem Preis von  5 Millionen Dollar unerschwinglich. Die Folge war ein kommerzieller Misserfolg. TMC verkaufte nur sieben CM‑1, und diese nur, weil die DARPA die meisten davon vermittelte und subventionierte.
Als Nachfolgerin kam im April 1986 die CM‑2 auf den Markt. Im Gegensatz zu ihrer Vorläuferin war diese zweite Generation einer Connection Machine in der Lage, Fortran-Befehle abzuarbeiten und Gleitkommaoperationen durchzuführen. Nachteilig war allerdings, dass die Programmierung aufgrund der massiv parallelen Architektur sehr speziell und ungewohnt war. Infolgedessen wurde auch die CM‑2 zu keinem großen Markterfolg. Aber die DARPA unterstützte weiterhin TMC mit finanziellen Mitteln.
Mit Ende des Kalten Kriegs im Jahr 1989 änderte sich jedoch die politische Gesamtlage und auch die Einschätzung bezüglich Supercomputern wandelte sich. Aufgaben wie die Modellierung des globalen Wetters, die Analyse von Proteinen, die Genomsequenzierung und die Erdbebenvorhersage wurden nun als wichtig angesehen. Hierzu benötigte man jedoch keine künstliche Intelligenz, sondern schlicht eine enorme Rechenleistung. Für das neue Projekt namens High Performance Computing and Communication (HPCC), „Hochleistungsrechnen und Kommunikation“, gab die DARPA als Ziel heraus: Bau eines Computers, der zu einem Teraflop fähig ist, also eine Billion Gleitkommaoperationen pro Sekunde abarbeiten kann. TMC versprach im Jahr 1989, dies bis 1992 umzusetzen, und erhielt einen Vertrag über 12 Mio. $. Das Unternehmen schrieb zu dieser Zeit erstmals schwarze Zahlen und erzielte einen Gewinn von 700.000 $ bei einem Umsatz von 45 Mio. $. Zudem galt TMC inzwischen als führende Herstellerin auf dem Gebiet der AI-Computer, das jedoch ab 1990 auch von anderen Firmen, wie Cray Research, IBM und Fujitsu, bearbeitet wurde. 
Im Nachhinein betrachtet, wäre dies vermutlich der richtige Zeitpunkt gewesen, mit einem finanzkräftigen und soliden Unternehmen zu fusionieren, aber Sheryl Handler entschied, dass TMC weiter allein voranschreiten solle. Die neue Maschine wurde CM‑5 genannt, um mögliche Wirtschaftsspione zu verwirren, die vermutlich nach einer (nicht existierenden) CM‑3 suchen würden. Die CM‑5 wurde für Oktober 1991 angekündigt. Doch die Unternehmenslage verschlechterte sich. Auf öffentlichen Druck sah sich die DARPA gezwungen, ihre finanzielle Unterstützung für TMC zu kappen. Dazu kamen technische Schwierigkeiten bei der Entwicklung der CM‑5, die zwar überwunden werden konnten, aber nicht zu einem kommerziell erfolgreichen Produkt führten. Ende 1992 rutsche TMC tief in die roten Zahlen und verzeichnete einen Jahresverlust von 17 Mio. $. Eine erste Entlassungsrunde war die Folge und die Gehälter der verbliebenen Mitarbeiter wurden eingefroren. Außerdem wuchs die Anzahl der Mitbewerber. Das Unternehmen geriet in eine Abwärtsspirale und musste im August 1993 Insolvenzschutz beantragen. Unternehmensteile wurden von Sun Microsystems übernommen.